# Азавак
Азавак хрт је врста пса чувара која потиче из Западне Африке. Користи се и као ловачки пас, али му је то секундарна функција због мањка дивљачи у региону. Потиче из  Сахела, граничне зоне Малија, Нигера и Буркине Фасо. У овај регион спада долина Азавак, по којој је ова врста пса добила име. Иако се углавном повезују са номадским Туарезима, узгајају их и остале етничке групе као што су Фулани, Икелани и Хауси.

## Основно
- Мужјак
  - Висина од 64 до 74 цм
  - Тежина од 20 до 25
- Женка
  - Висина од 60 до 70 цм
  - Тежина од 15 до 29

## Карактеристике пса

### Нарав
Овај пас је кориштен за лов на газеле и зечеве при брзинама до 60 км/ч. Суровост Сахела осигурала је да само најспремнији пси могу да преживе што је довело до изражаја њихову тврдокорност и независност. Што се тиче улоге чувара, Азавак лаје ако осети опасност како би обавестио остале чланове чопора, те се они скупљају под вођством алфа пса, а затим терају предатора. Ако су добро одгојени и дресирани, могу се слагати са другим псима, мачкама, децом и странцима.
За разлику од других хртова, главни задатак азавака је заштита. Развија јаку везу са власником, али ипак може деловати независно од њега. Са онима које прихвати, Азавак је нежан и изразито срдачан. Према странцима ови пси су углавном резервисани и избегавају додиривање, али нису отворено агресивни. Иако су узгајани да штите стоку, немају урођену агресивност према псима или људима ако се не осећају угрожено.
Азавак има доста енергије и изванредну издржљивост. Одлични су партнери за тркаче. Не воле кишу и хладно време, а отпорни су на високе температуре. Азавак је чопоративни пас који ствара сложену друштвену хијерархију. Имају изванредно памћење и могу препознати једни други након великог временског периода. Често спавају једни на другима ради топлоте и пријатељства.
Алберто Роси, узгајивач азавака, изјавио је: "Одгајање азавака је као зграда са слабом конструкцијом, захтева много нежности, а може бити уништена сваке минуте. Али докле год траје, испуњава те неизмерном срећом. Сваки пут када седим на столици или каучу бар један од азавака покушава да ми седне у крилу. Иста ствар се дешава мојим гостима. У тим тренуцима одају слику мира, нежности и поверења. Али то вас не треба заварати. У најдубљим деловима њихове душе лежи нешто дивље и примитивно, што ће нам они првом приликом и показати, стога не смемо заборавити, чак ни на тренутак, да се не понашамо према њима као према нормалном псу."

### Општи изглед
Особито висок и елегантан, одаје укупан утисак високе племенитости. Обриси костију и мишића остају видљиви испод крутог и сувог везивног ткива. Овај хрт је високоног и тело му је у облику усправног правоугаоника.

### Пропорције
Дужина тела према висини гребена односи се као 9:10. Код женки овај однос може бити благо прекорачен. Дубина груди према висини гребена односи се као 1:2. Ширина лобање према дужини главе односи се као 4:10.

### Глава
Дуга, фина, сува, исклесана, прилично уска, при томе без претеривања.

#### Лобања
Више је равна и дугуљаста. Ширина мора јасно бити мања од половине дужине тела. Горње линије лобање и њушке су благо дивергентне. Надочни лукови и чеона бразда су слабо изражени. Потиљни гребен, као и потиљна кврга, јасно су изражени. Образи су равни, а зубало маказасто.

#### Нос
Добро отворене ноздрве. Слузокожа ноздрва је црна или браон. Њушка је дуга и равна, сужава се, али не претерано, ка предњем делу. Вилице су дуге и снажне.

#### Очи
Бадемасте, прилично велике. Боја им је тамна или ћилибарна. Капци пигментисани.

#### Уши
Усађене прилично високо. Танке, увек отворене или равне, са прилично широком базом, на лобању прилежуће, никада "ружино" уво. Имају облик троугла са благо заобљеним врхом. Основа се подигне при повећаној пажњи пса.

### Тело
Врат је добро усађен, дуг, танак и мишићав, благо савијен. Кожа је танка и не прави подгушњак. Горња линија је готово равна, хоризонтална или је код кукова благо издигнута, а гребен је добро изражен. Слабине су кратке, суве и често благо заобљене. Крсна кврга је јасно истакнута и у истој висини је са гребеном или је виша. Сапи су косе, али нису јако падајуће.
Предгруди нису јако широке, док су груди добре дужине, дубоке, али ипак се не пружају до лактова. Нису прешироке, али морају имати довољан простор за срце, због тога се не смеју ка грудној кости нагло завршавати. Ребра су дуга, видљива, благо и равномерно заобљена ка грудној кости. Плећке су дуге, суво мишићаве и посматрано из профила, благо косо постављене. Рамени угао је веома отворен (око 130 степени).
Што се тиче доње линије, наглашена је савитљивост грудне кости, иде без прекида врло високо испод слабина, и стомак је прикупљен. Реп је ниско усађен, дуг, танак, сив. Прекривен је истом длаком као и тело. а на врху носи белу четкицу. Он је опуштен са благо завијеним врхом. Када је пас у повећаној опрезности, може се носити изнад хоризонтале. 
Предње ноге су дуге, танке и постављене готово рано, а задње ноге су дуге и суве, апсолутно равне и вертикалне. Шапе су округласте са танким прикупљеним прстима, јастучићи су пигментисани. Бутине су дуге са израженом сувом мускулатуром. Угао кука је веома отворен (око 130 степени). Угао колена је веома отворен (око 145 степени).
Кретање је увек веома гипко, пре свега у класу и кораку са високом акцијом ногу. Скоковит галоп. Азавак одаје утисак лакоће и елеганције. Кретање код ове расе има примерно значење.

### Длака
Длака је кратка, танка, на стомаку редукована до бездлакости. Боја је лавља, вишебојност на ногама је ограничена. Дозвољене су све нијансе боја од светле боје до тамно-пламене. На глави је могућа црна маска, а лиса је веома неправилна. Као украс је бела флека на грудима и бела четкица на крају репа. Све четири ноге морају имати беле "чизмице", најмање на шапама мора бити траг белог. Дозвољена је црна тигравост.

## Нега и здравље
Ово је активна раса којој треба најмање 30 до 60 минута свакодневног трчања и играња. Азавак обожава да трчи, те му је потребно велико ограђено двориште. Поред овога, потребни су му и чести одласци у парк како би могао да се дружи са осталим псима. Ови пси су веома друштвени и емотивни. Уживају када су у друштву других азавака. Ово није пас који ће остати сам у дворишту. Ако нема подстицаја, улењиће се. Не воли дуго да буде сам - то ће довести до досаде и деструктивног понашања. Уништавање намештаја, копање великих рупа и бежање су неки од његових непожељних разонода.
Иако је ово релативно здрава раса, постоје одређени проблеми који погађају азаваке. Као и већину хртова, азавак је осетљив на анестезију. Због дубоких груди склон је надимању, стању код којег се стомак пуни ваздухом. Стомак се може увртати, пресецајући ток крви те изазивајући торзију желуца (потенцијално фатално стање). Други здравствени проблеми су аутоимуни тиреоидитис, еозилни миозитис, срчане проблеме, хипотиреодизам, алергије на кожи. Животни век им је од 12 до 15 година. Женка у просеку око оштени око 3 - 7 штенаца.